# Bellum omnium contra omnes

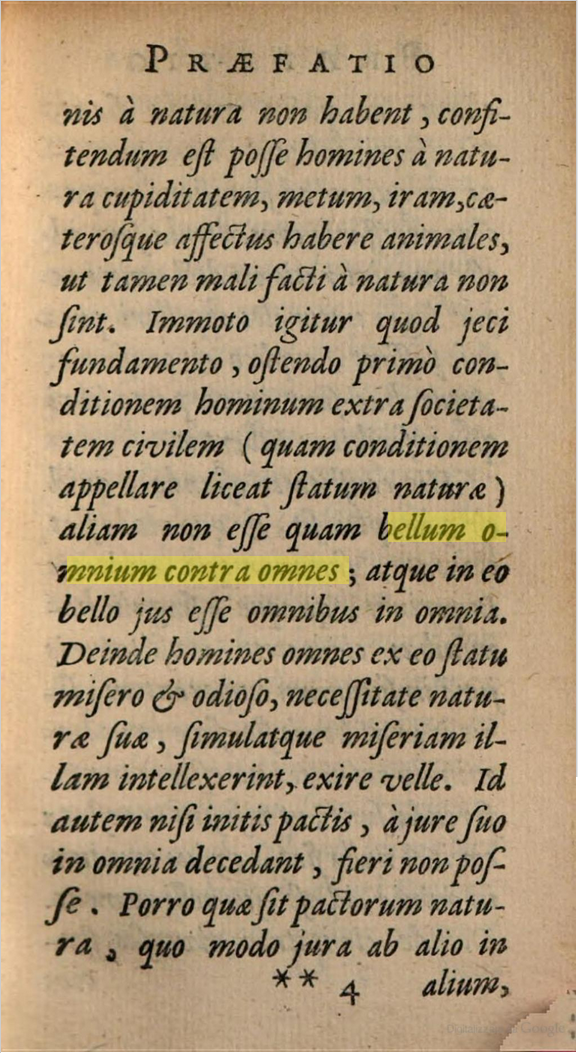
La Præfatio (Préface) de De Cive (1642) de Thomas Hobbes, où apparaît pour la première fois l'expression bellum omnium contra omnes.

Bellum omnium contra omnes (en français : « la guerre de tous contre tous ») est une expression latine utilisée pour décrire une situation de guerre de chacun envers chacun. Cela signifie que chaque homme se retrouve dans une situation telle qu'il comprend que tout autre homme est pour lui une menace de mort, et qu'il doit donc se tenir prêt à éliminer quiconque pour garantir sa survie. C'est donc véritablement une guerre de tous contre tous, une guerre à l'état pur. Une guerre civile peut en donner une vision approchée mais non pas parfaitement adéquate, car il subsiste dans toute guerre civile des groupes, des factions, aussi petites soient-elles. Elle est popularisée par  Thomas Hobbes dans le Léviathan pour expliquer la conséquence de l'absence d'un État dans une société.

## Définition
Thomas Hobbes, contractualiste, soutient que la société se situe dans un état de nature jusqu'à la fondation d'un État, puissance surplombante qui pacifie les relations sociales. Jusqu'à son avènement, les hommes sont naturellement portés à entrer en conflit. En l'absence d'une garantie de sécurité des biens et de sa personne, l'homme doit tout miser sur sa propre existence. Dès lors, dans son propre intérêt, il ne lui reste plus alors d'autre choix que de refuser la vie en communauté et de mener une guerre permanente contre les autres qui ne pourraient lui concéder qu'un statut inférieur dans le groupe, en relativisant son mérite personnel.
Il s'agit d'une prémisse centrale à partir de laquelle Hobbes bâtit sa philosophie de l'État :
« Hereby it is manifest, that during the time men live without a common Power to keep them all in awe, they are in that Condition which is called Warre; and such warre, as is of every man, against every man »
— Leviathan (1651), première partie, chapitre 13, §62

« On constate ici que, aussi longtemps que les hommes vivent sans un pouvoir commun pour les maintenir tous dans la crainte, ils se trouvent dans l'état qu'on appelle guerre ; et qu'aussi cela se tient en une guerre de tous les hommes contre tous les hommes »
La phrase latine était toutefois déjà présente dans le De Cive, publié quelques années plus tôt, en 1642 :
« Ostendo primo conditionem hominum extra societatem civilem (quam conditionem appellare liceat statum naturae) aliam non esse quam bellum omnium contra omnes; atque in eo bello jus esse omnibus in omnia. »
— Praefatio (préface), section 14
        
« Je montre d'abord que l'état des hommes sans société civile (quel état peut être nommé l'état naturel) est rien sauf une guerre de tous contre tous ; et que, dans cet état, tous ont le droit de toutes choses. »
Il dit aussi, plus tard :
« […] Status hominum naturalis antequam in societatem coiretur Bellum fuerit; neque hoc simpliciter, sed bellum omnium in omnes. »
— Libertas (liberté), Chapitre 1, section 12
        
« L’état naturel des hommes, avant qu’ils furent joints, était une guerre, et non simplement, mais une guerre de tous contre tous. »

## Postérité

### Chez Rousseau
Lecteur assidu de Thomas Hobbes, Jean-Jacques Rousseau s'oppose frontalement, dans ses Discours sur l'origine et les fondements de l'inégalité parmi les hommes, à la thèse hobbésienne de la « guerre naturelle de chacun contre tous ». Il soutient qu'Hobbes s'est trompé en caractérisant comme naturels certains penchants de l'homme qui, en réalité, sont sociaux.

### Chez Marx et Engels
Karl Marx et Friedrich Engels utilisent l'expression à de plusieurs reprises dans leurs ouvrages et dans leur correspondance privée. Marx, dans Sur la Question juive, écrit que « la religion est devenue l'esprit de la société civile, de la sphère de l'égoïsme, celle de la bellum omnium contra omnes ». Dans la Critique de l'économie politique, Marx écrit que « l'on peut tout aussi bien déduire de cette phrase abstraite que chacun essaie de bloquer l'atteinte de l'intérêt des autres, de telle manière que, plutôt qu'une affirmation générale de la guerre de chacun contre tous, c'est une négation générale qui a lieu ».

### Chez Nietzsche
La phrase bellum omnium contra omnes est reprise par le philosophe allemand Friedrich Nietzsche, dans son ouvrage Vérité et mensonge au sens extra-moral. Il introduit cette phrase dans le contexte que « l'homme veut se conserver et c'est le plus souvent dans la dissimulation qu'il utilise l'intellect. »

### Chez Levinas
Emmanuel Levinas, dans Autrement qu'être, fait référence dans le premier chapitre à l'expression hobbesienne. Il écrit que « la lutte de tous contre tous se fait échange et commerce. Le heurt où, tous contre tous, sont tous avec tous, se fait limitation réciproque et détermination d'une matière ».